# انجیر برگ‌ریز
فیکوس بنژامین یا انجیر برگ‌ریز (نام علمی: Ficus benjamina) یک گونه از سرده انجیر است. اصالت اصلی این گیاه جنگل‌های استوایی آسیا به ویژه هندوستان است. فیکوس بنژامین یکی از گیاهان آپارتمانی در سازش با محیط مکان‌های سرپوشیده است. این گیاه برگ‌های سبز روشن و بیضی شکل و نوک تیز و شاخه‌های دارای خاصیت ارتجاعی و آویزان دارد. ارتفاع این درختچه در هوای آزاد به ۳۰ متر می‌رسد. نسبت به کم‌آبی به خصوص در هوای سرد حساس است و به خزان برگ‌ها مبتلا می‌گردد، نور باید کافی ولی غیر مستقیم باشد؛ و همچنین نیاز به غبار پاشی دارد. مکان این گیاه باید به دور از تردد و جابه جایی باشد. فیکوس بنیامین را می‌توان از میانه بهار تا اوایل تابستان تکثیر کرد. برای تکثیر قلمه انتهایی ساقه را به طول ۱۶۰ تا ۲۰۰ سانتیمتر با قیچی باغبانی جدا کرده و در پودر هورمون ریشه‌زایی فرو ببرید و تک تک در گلدانی با قطر دهانه ۱۲۰ سانتیمتر، حاوی کمپوست مخصوص بذر و قلمه قرار می‌دهند و با کیسه پلاستیکی می‌پوشانند. این در صورتی است که محیط خیلی خشک باشد. افتادن ناگهانی برگ، علامتی برای روبه نابودی رفتن یا اشکالی در عمل تکثیر است. اگر ریشه دهی سالم و مناسب انجام شد، قلمه‌ها را در گلدانی با قطر ۱۰۰۰ تا ۱۳۰۰ سانتیمتر حاوی کمپوست گلدانی با پایه پیت می‌کارند.

## نگارخانه

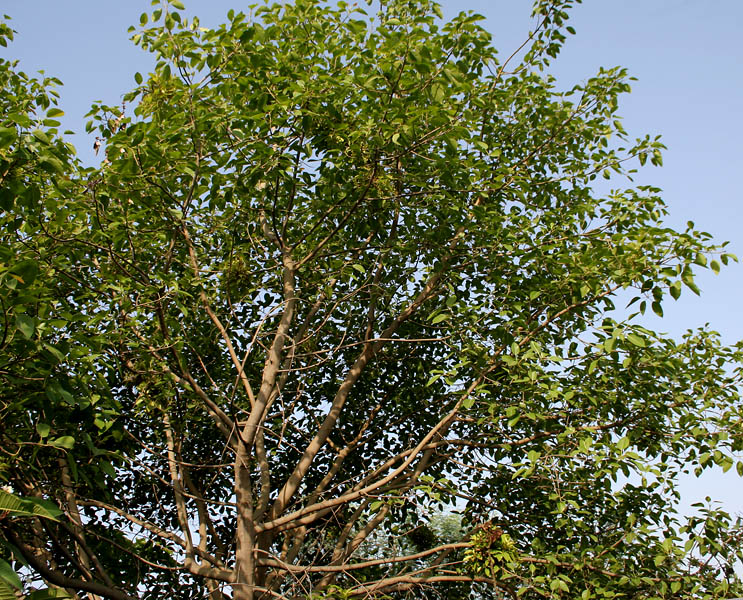
در حیدرآباد (هند).
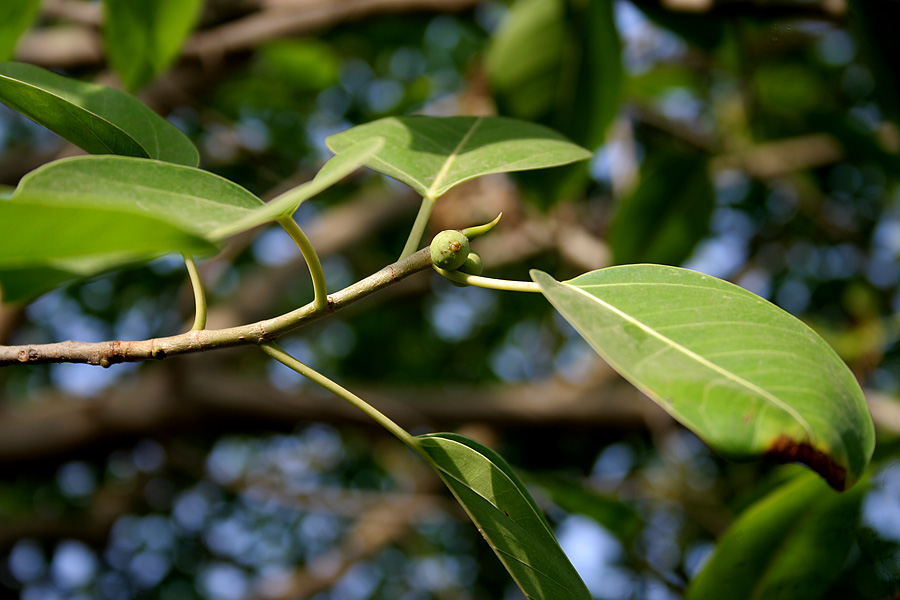
در حیدرآباد (هند).
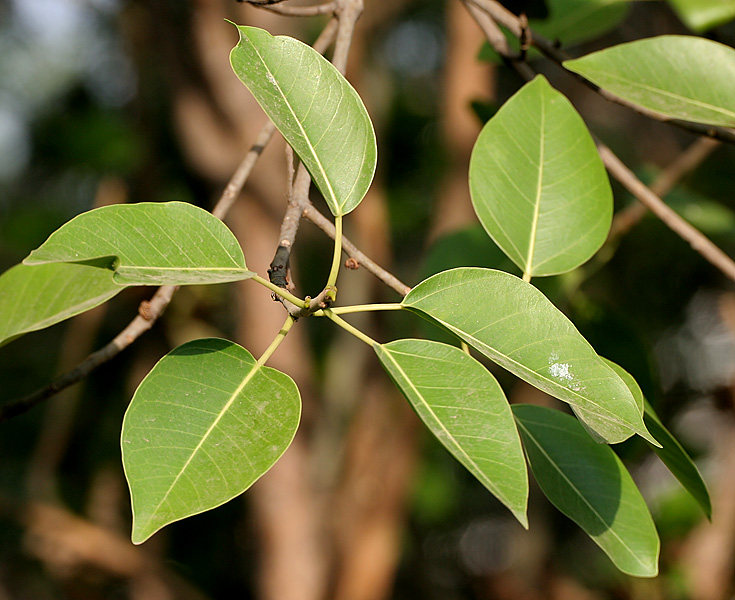
برگ
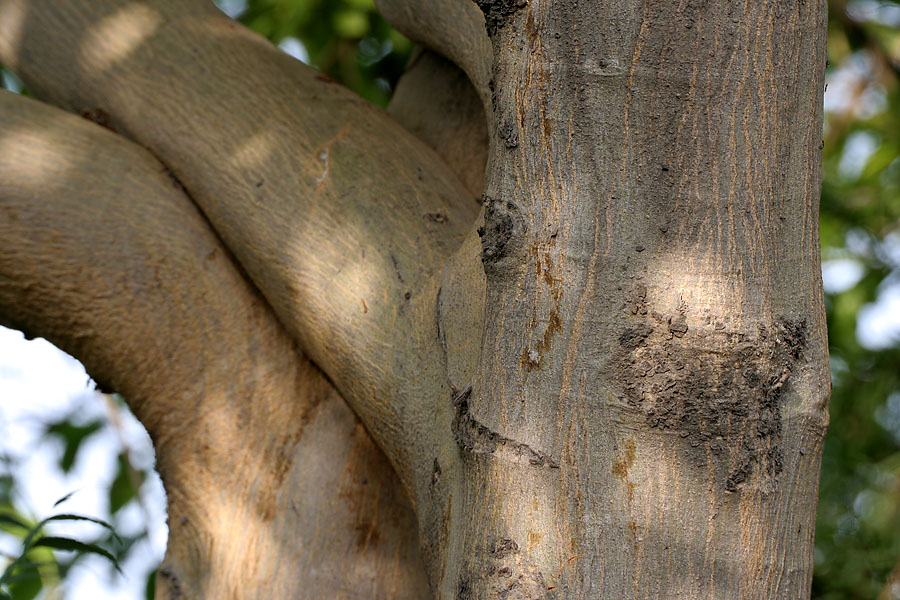
تنه
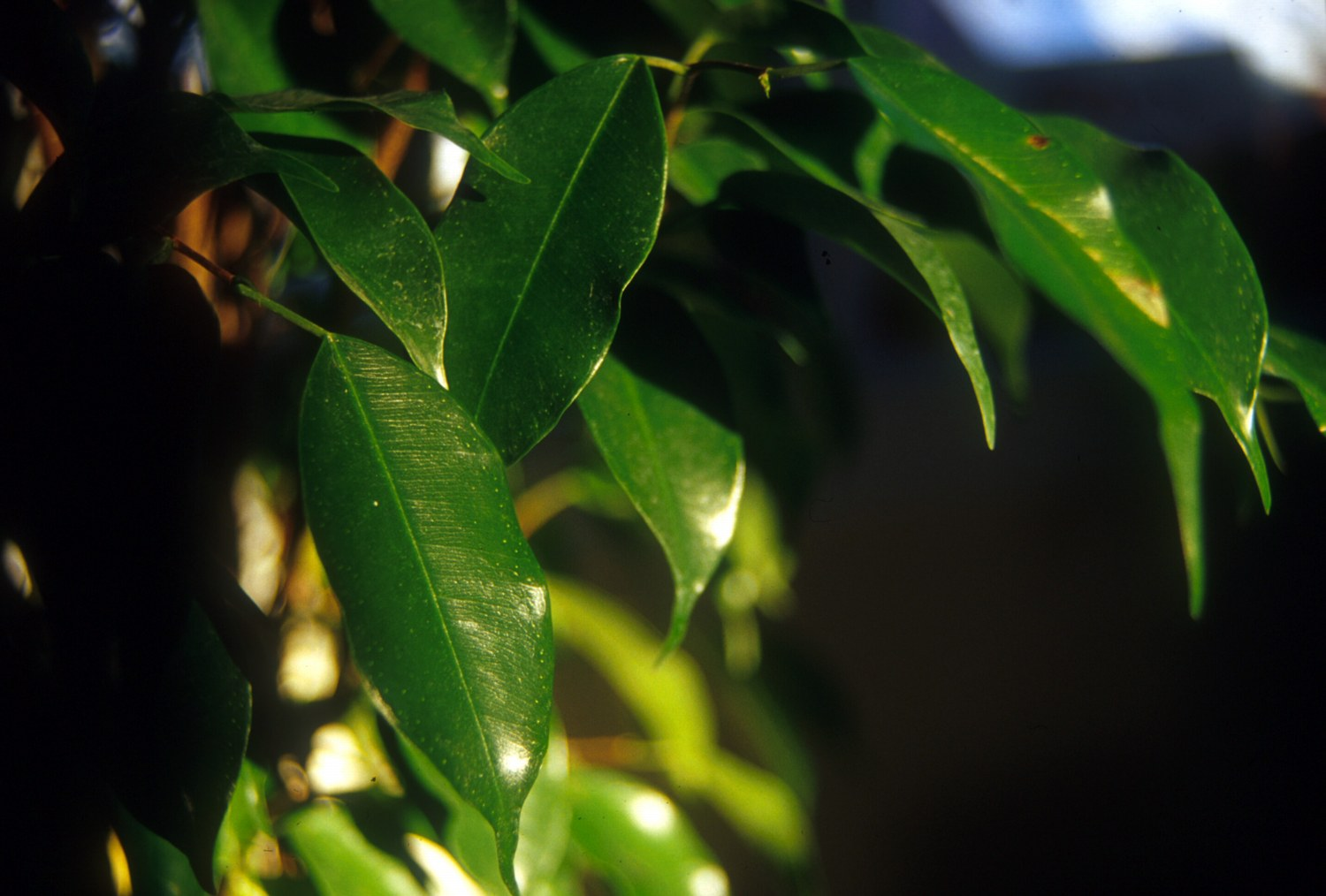
برگ
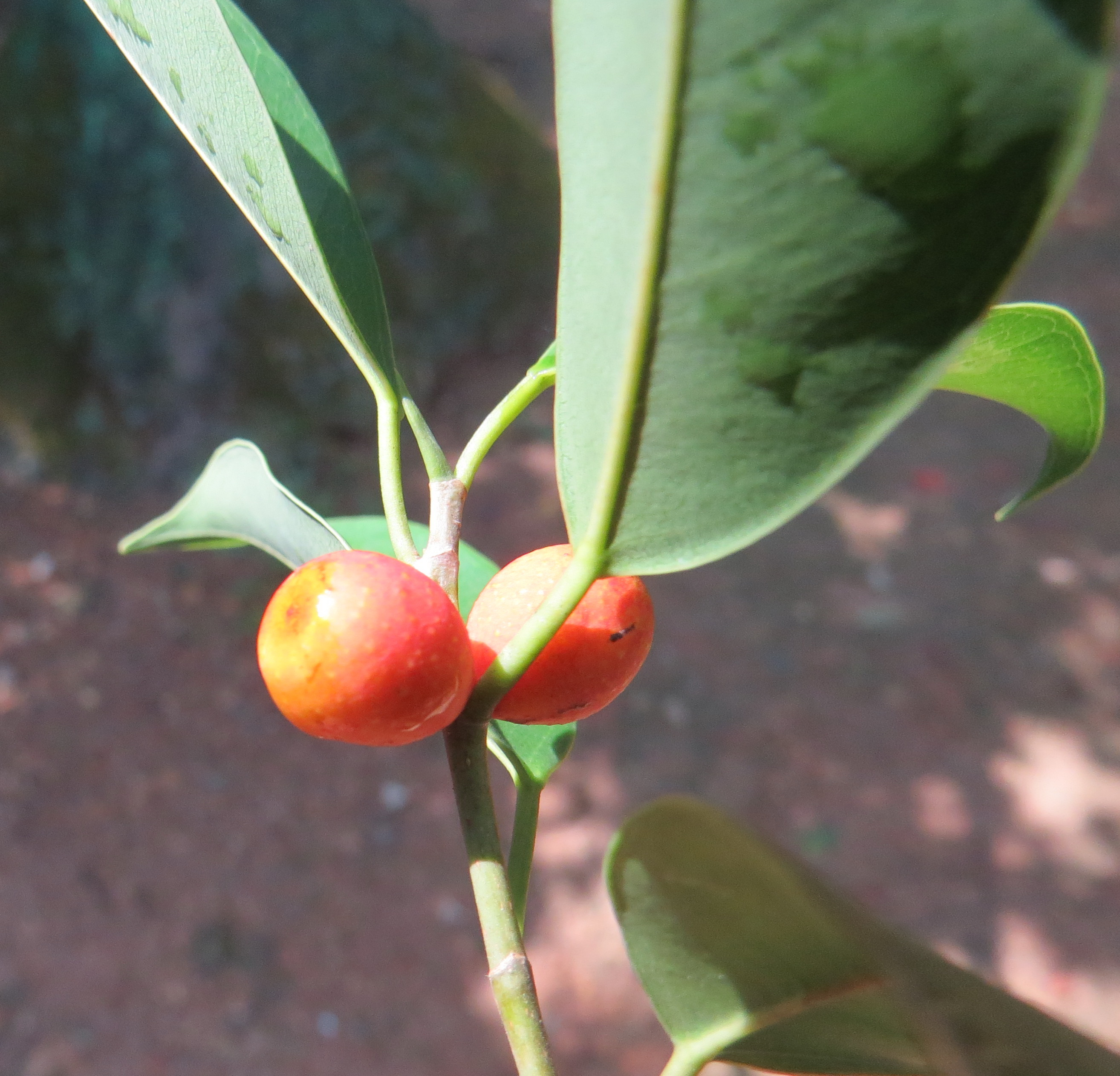
میوه
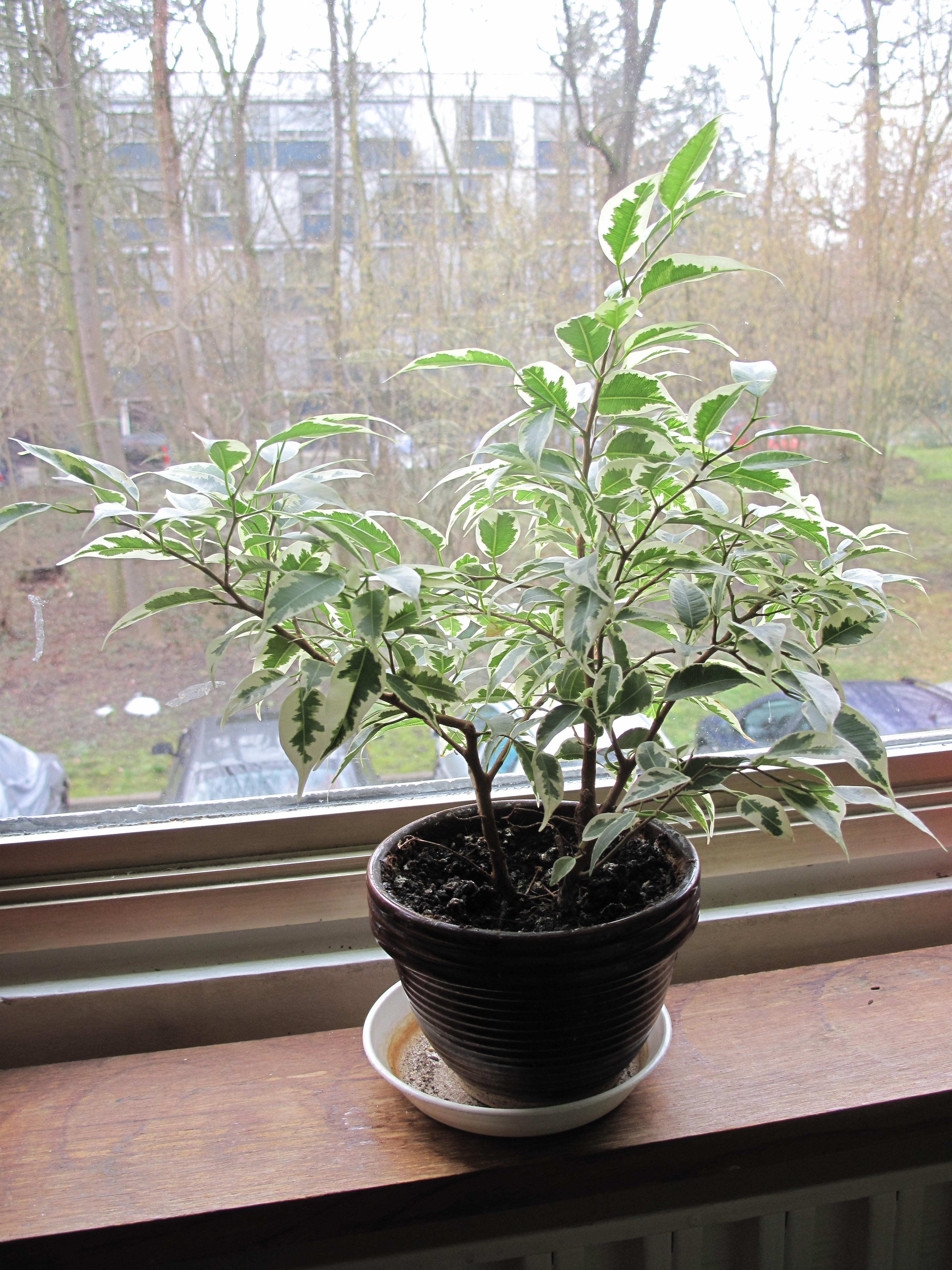
انجیر برگ ریز درگلدان